# Marie Wieck
Marie Wieck (Leipzig, 1 de agosto de 1832 - Dresde, 22 de noviembre de 1916 ) fue una cantante, compositora y pianista alemana.
Hija del pedagogo musical Friedrich Wieck y de Clementina Fechner, su segunda mujer. Su hermana fue la  también pianista y compositora Clara Schumann. A los once años, cantaba con su hermana, entonces Clara Wieck, en los conciertos que realizaba en Dresde. Continuó cantando en otras importantes ciudades, hasta que se dedicó a las llamadas Schumann-Abende (tardes de Schumann) en Dresde, Praga y Estocolmo.
Marie Wieck cantó en varias cortes y, en 1860, fue nombrada virtuosa de cámara de la casa imperial Hohenzollern. Consiguió la medalla de oro de los príncipes de Sigmaringa. En Londres cantó duetos de Robert Schumann con Joseph Joachim . El 11 de febrero de 1906 tomó parte en el gran concierto realizado en Jena en conmemoración del jubileo de Mozart .